# Johann Christian (Schleswig-Holstein-Sonderburg)
Johann Christian von Schleswig-Holstein-Sonderburg (* 26. April 1607 im Haus Beck; † 28. Juni 1653 in Sonderburg) war von 1627 bis zu seinem Tod Herzog von Schleswig-Holstein-Sonderburg.

## Leben
Johann Christian war der erste Sohn des Herzogs Alexander von Schleswig-Holstein-Sonderburg (1573–1627) und dessen Ehefrau Dorothea von Schwarzburg-Sondershausen (1579–1639), der jüngsten Tochter des Herzogs Johann Günther I. von Schwarzburg-Sondershausen. Nach dem Tod seines Vaters 1627 teilten vier Brüder ihr schleswig-holsteinisches Erbe: Als ältester Sohn erhielt Johann Christian Sonderburg-Franzhagen, Ernst Günther (1609–1689) erhielt Sonderburg-Augustenburg, August Philipp (1612–1675) erhielt Sonderburg-Beck, und der jüngste Bruder Philipp Ludwig (1620–1689) erhielt Sonderburg-Wiesenburg.
Das Schloss Franzhagen konnte Johann Christian über den Erbweg von Herzog Philipp von Schleswig-Holstein-Sonderburg-Glücksburg erwerben.

## Nachkommen
Johann Christian heiratete im November 1634 Anna von Oldenburg-Delmenhorst (1605–1668), eine Tochter des Herzogs Anton II. von Oldenburg-Delmenhorst. Ihre Nachkommen:
- Dorothea Auguste (1636–1662) ⚭ Landgraf Georg III. von Hessen-Darmstadt-Itter (1632–1676)
- Christiane Elisabeth (1638–1679) ⚭ Herzog Johann Ernst II. von Sachsen-Weimar (1627–1683)
- Johann Friedrich (1639–1649)
- Christian Adolf (1641–1702) ⚭ Eleonore Charlotte (1646–1709), Tochter des Prinzen Franz Heinrich von Sachsen-Lauenburg (1604–1658)

| Personendaten    | Personendaten                                      |
| ---------------- | -------------------------------------------------- |
| NAME             | Johann Christian                                   |
| ALTERNATIVNAMEN  | Johann Christian von Schleswig-Holstein-Sonderburg |
| KURZBESCHREIBUNG | Herzog von Schleswig-Holstein-Sonderburg           |
| GEBURTSDATUM     | 26. April 1607                                     |
| GEBURTSORT       | Haus Beck                                          |
| STERBEDATUM      | 28. Juni 1653                                      |
| STERBEORT        | Sønderborg                                         |